# Aabybro
Aabybro es una localidad danesa en la región de Jutlandia Septentrional. Tiene 6161 habitantes en 2020, y es la mayor localidad y capital del municipio de Jammerbugt.

## Historia
La localidad actual se extiende sobre dos antiguos pueblos: Aaby y Aabybro. La primera, al noroeste del centro de la actual Aabybro, era un pueblo de orígenes medievales, cuyo nombre significa aproximadamente "pueblo junto al arroyo". Aabybro, por su parte, es mencionado por primera vez en 1664, como un sitio de paso junto al arroyo Ryå, y su nombre significa "puente de Aaby".
Con el tiempo, Aabybro cobró mayor importancia que su vecina, sobre todo cuando tuvo su propia estación de ferrocarril, entre 1897 y 1969. El ferrocarril impulsó el crecimiento de la localidad, que terminó por absorber a Aaby. En el siglo XX hasta los años 1960, hubo en Aabybro actividad industrial de importancia, que producía alimentos, cemento, productos de madera, así como artesanía y comercio.
En 1970 se creó el municipio de Aabybro y en 2007 la localidad fue elegida capital del nuevo municipio de Jammerbugt, entidad que se formó por la fusión de cuatro antiguos municipios.